# Dreifaltigkeitskirche (Eckersmühlen)

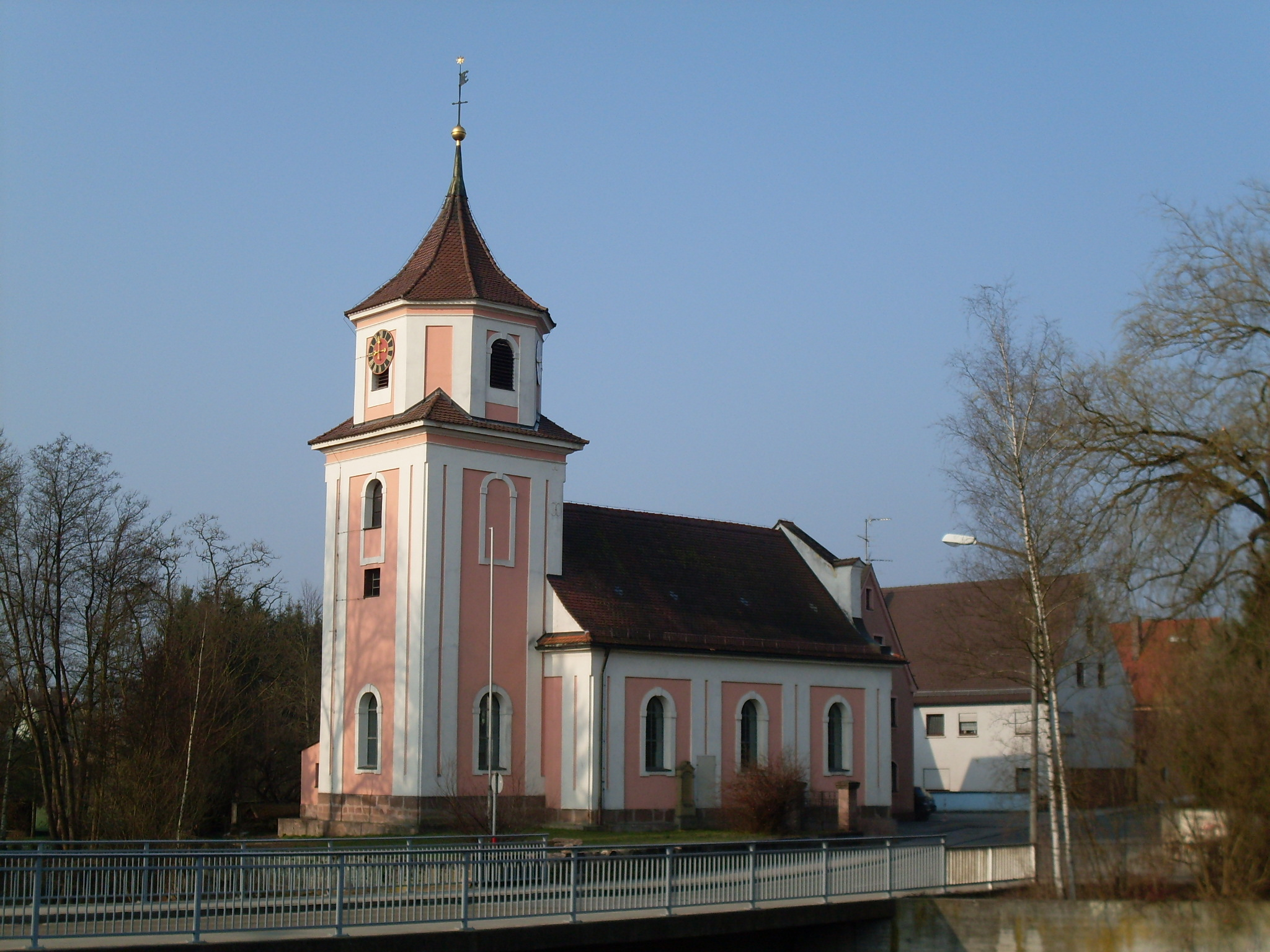
Dreifaltigkeitskirche (Eckersmühlen)

Die evangelische Dreifaltigkeitskirche ist ein denkmalgeschütztes Kirchengebäude, das in Eckersmühlen steht, einem Gemeindeteil der Kreisstadt Roth im Landkreis Roth (Mittelfranken, Bayern). Das Bauwerk ist unter der Denkmalnummer D-5-76-143-130 als Baudenkmal in der Bayerischen Denkmalliste eingetragen. Die Pfarrei gehört zur Region Süd des Evangelisch-Lutherischen Dekanats Schwabach im Kirchenkreis Nürnberg der Evangelisch-Lutherischen Kirche in Bayern.

## Geschichte
Die Kirche wechselte in ihren langen Geschichte dreimal das Patrozinium. Erste Vorgängerkirche waren die 1260 erbaute Georgskapelle, die um 1300 durch einen Neubau, die Willibaldskirche ersetzt wurde, die im 18. Jahrhundert wiederum durch den barocken Neubau der Dreifaltigkeitskirche ersetzt wurde. 

## Architektur und Innenausstattung
Die Kirche wurde von Lorenzo Salle nach einem Entwurf von Gabriel de Gabrieli im Auftrag von Markgraf Wilhelm Friedrich von Ansbach erbaut. Die mit der Fürstenkrone bekrönte Kartusche aus Sandstein über dem Portal zeigt das Monogramm des Stifters. Die Saalkirche im Markgrafenstil wurde am 21. April 1710 eingeweiht. Die Wände des fast quadratischen Langhauses sind mit Lisenen gegliedert, zwischen denen sich Bogenfenster befinden. Der Innenraum ist mit einer Flachdecke überspannt. In der mit einem Schweifgiebel gestalteten Fassade im Westen befindet sich das Portal. Der dreigeschossige Chorturm wurde mit einem achteckigen Geschoss aufgestockt, das die Turmuhr und den Glockenstuhl beherbergt, und mit einem Zeltdach bedeckt.
Zwei der vier Bronzeglocken stammen aus der Vorgängerkirche: die Gebetsglocke von 1480 und die Friedensglocke aus dem Jahr 1697. Diese musste während des Zweiten Weltkrieges mit zwei weiteren Glocken des  Geläuts abgegeben werden. Nach dem Krieg kamen die beisen Glocken jedoch unbeschadet zurück. Zur Vervollständigung des Geläuts wurden 1952 zwei neue Glocken angeschafft.
1886 wurde auf der Empore im Westen die von G. F. Steinmeyer & Co. gebaute Orgel (op. 289) aufgestellt. Im Jahre 1984 ersetzte die Erbauerfirma dieses Instrument durch ihr op. 2379.